# دهستان بی‌بالان
دهستان بی بالان نام دهستانی در بخش کلاچای شهرستان رودسر، استان گیلان در ایران است. براساس سرشماری مرکز آمار ایران در سال ۱۳۸۵، جمعیت آن ۱۲۰۷۳ نفر (۳۴۳۷ خانوار) بوده‌است.
دهستان بی بالان با مرکزیت روستای بی بالان در شهرستان رودسر و در حدود 20 کیلومتری شهر رودسر و 85 کیلومتری شرق شهر رشت (مرکز استان گیلان) در طول جغرافیایی 50 درجه و 23 دقیقه و 2 ثانیه شرقی و عرض جغرافیایی 37 درجه و 3 دقیقه و 12 ثانیه شمالی و در ارتفاع صفر متر از سطح دریای آزاد واقع شده است. محل سکونت ساکنان این دهستان در روستاهای بی‌بالان ، کندسر بی‌بالان، چماقستان (بهارسرا)، دهکده قدس، تازه آباد، دوگل سرا، نعمت سرا، استخربیجار، امیربنده، اردومحله، خاناپشتان، بالاگزاف رود، بالا نوده، لی مینجوب، سلاکجان، بیجارپشته، لاته (سلاکجان)، سیاه کله، گیل ملک، بزکوبه، فشکل پشت، مازوکله پشت، باغدشت، گاوماست، عسکرآباد و رضا محله می‌باشد. 